# Sweet Sweet
Sweet Sweet är det femte soloalbumet av Burton Cummings som tidigare var med i gruppen The Guess Who utgivet 1981. Albumet har en tydlig Pop / Rock och Balladkaraktär.

## Låtlista
1. You Saved My Soul - 4:20 (Burton Cummings)
2. Real Good - 3:43 (Burton Cummings)
3. Mother Keep Your Daughters In - 4:38 (Burton Cummings)
4. Something Old, Something New - 4:38 (Burton Cummings)
5. Nothing Wrong With The Road - 3:38 (Burton Cummings)
6. Gettin' My Daddy's Car - 3:03 (Burton Cummings)
7. Bad News - 4:31 (Burton Cummings / Steve Crossley)
8. Someone To Lean On - 3:19 (Burton Cummings)
9. Sweet Sweet - 5:00 (Burton Cummings)
10. Firefly - 4:55 (Jonathan Cain)

## Medverkande
- Burton Cummings – Sång, Grand Piano, Prophet 5 RMI, Vocorder, Mini-Moog, Clappa Da Hands

- James Phillips - Fender Rhodes RMI, Prophet 5 RMI, Grand Piano, Hammondorgel

- Oberheim - James Phillips / Bill Payne
- Elektrisk Lead Gitarr - Charles Crews / Jack Daniels / Steve Cropper / Steve Lukather / Jeff Baxter
- Elektrisk Rhythm Gitarr - Charles Crews / Jack Daniels
- Akustisk Rhythm Gitarr - Fred Tacket / Charles Crews / Jack Daniels
- Trummor - Garry Peterson / Rick Shlosser
- Percussion - Lenny Castro
- Basgitarr - Ian Gardiner - musician
- Saxofones - Jim Horn / Andrew Love / Jack D. Hale / James Mitchell / Jerry Hey
- Bakgrundssång - Clydene Jackson / Maxine Waters Willard / Julia Waters Tillman / Burton Cummings / Jack Daniels
- Audienza Informala - Black Friday And The Major Loons
- Atrocities - Big Ben Donaldson

- Producent Burton Cummings Och Bruce Robb För Boom Batz Productions

### Fotnoter
Följande 3 låtar ingick i filmen Melanie - Motion Picture Soundtrack
1. You Saved My Soul.

2. Real Good.

4. Something Old, Something New.